# Al-Qahtaniyah, Tỉnh Raqqa
Al-Qahtaniya (tiếng Ả Rập: القحطانية) là một ngôi làng ở phía bắc Syria, một phần hành chính của Raqqa, nằm ở phía tây bắc Raqqa. Theo Cục Thống kê Trung ương Syria (CBS), al-Qahtaniya có dân số 2.490 trong cuộc điều tra dân số năm 2004.
Vào ngày 26 tháng 12 năm 2012, trong cuộc nội chiến ở Syria, các nhà hoạt động đối lập Syria đã báo cáo rằng 20 người, trong đó có trẻ em, đã bị giết tại làng al-Qahtaniyah bởi đạn pháo xe tăng của quân đội Syria.
Vào tháng 6 năm 2017, ngôi làng al-Qahtaniyah đã bị Lực lượng Dân chủ Syria bắt giữ từ ISIL trong chiến dịch Raqqa.